# Alex Christensen
Alex Christensen (né le 7 avril 1967 à Wilhelmsburg, Hambourg, Allemagne) est un compositeur de musique dance, un producteur et un disc jockey allemand. C'est le père du joueur de golf Tiger Christensen né en 2003.
Surnommé Alex C., il a fait partie du groupe de techno U96 au début des années 1990. Il collabore souvent avec Yasmin Knock, rencontrée quand il était juré de la deuxième saison du Popstars allemand. Il a aussi été membre du groupe ATC au début des années 2000.
Il représente l'Allemagne en duo avec Oscar Loya lors de la finale du Concours Eurovision de la chanson 2009 à Moscou, le 16 mai 2009, avec la chanson Miss Kiss Kiss Bang et finit en 20e position.
En 2010, il adopte le nom de Jasper Forks pour produire des titres plus orientés tech piano house. Il compose son premier titre River Flows In You en 2010 avec un sample du pianiste coréen Yiruma. Il sort ensuite Alone en janvier 2011.
Depuis 2017, il sort régulièrement des albums de reprises de tubes des années 1980 puis des années 1990 repris avec les musiciens de l'Orchestre de Berlin et de nouveaux interprètes.

## Discographie

### Albums studios
- 2008 : Euphorie
(feat Yass)
- 2009 : Heart 4 Sale!
(Alex Swings Oscar Sings!)
- 2017 : Classical '90s Dance
(Alex Christensen & the Berlin Orchestra)
- 2018 : Classical '90s Dance 2
(Alex Christensen & The Berlin Orchestra)
- 2019 : Classical '90s Dance 3
(Alex Christensen & The Berlin Orchestra)
- 2021 : Classical '80s Dance
(Alex Christensen & The Berlin Orchestra)
- 2023 : Classical '90s Dance: The Icons
(Alex Christensen & The Berlin Orchestra)